# Agapophytus novaeguineae
Agapophytus novaeguineae är en tvåvingeart som beskrevs av Shaun L. Winterton och Irwin 2001. Agapophytus novaeguineae ingår i släktet Agapophytus och familjen stilettflugor. Inga underarter finns listade i Catalogue of Life.